# 暖泉汉墓
暖泉汉墓，位于宁夏回族自治区银川市贺兰县，是中华人民共和国宁夏回族自治区文物保护单位之一。
1988年，授予宁夏回族自治区文物保护单位，是一座古墓葬。